# Какамацин
Какамацин или Какама (кл. науатль Cacama — «Второе ухо кукурузы»; около 1499 — 30 июня 1520 года) — тлатоани Тескоко в 1515—1519 годах. Сын тлатоани Тескоко Несауальпилли, племянник уэй-тлатоани ацтеков Монтесумы II, активный противник испанского завоевания Мексики. В 1519 году был схвачен по приказу Монтесумы и передан Эрнандо Кортесу. Убит конкистадорами в  Ночь печали при их отступлении из Теночтитлана.

## Происхождение
Какамацин был сыном тлатоани Тескоко Несауальпилли и старшей сестры уэй-тлатоани ацтеков Монтесумы II или, по другой версии, дочери сиуакоатля Теночтитлана Тлакаелеля.

## Политическая биография
Согласно данным «Истории народа чичимеков» Фернандо де Альвы Иштлильшочитля и «Истории Индий Новой Испании» Диего Дурана, после смерти в 1515 году тлатоани Тескоко Несауальпилли, не назначившего себе наследника, уэй-тлатоани ацтеков Монтесума II предложил на его место кандидатуру Какамацина, ссылаясь на сложившийся обычай, согласно которому должность тлатоани Тескоко должен наследовать принц, рожденный от женщины из рода Акамапичтли. Некоторые из сыновей Несауальпилли поддержали кандидатуру Какамацина, некоторые остались нейтральными, только Иштлильшочитль резко выступил против, заявив, что Какамацин как тлатоани во всём будет подчиняться Монтесуме, что приведёт к окончанию самостоятельности Тескоко и падению его роли в управлении Тройственным союзом. Иштлильшочитль удалился в Сьерру Мецтитлан, быстро собрал войска и поднял мятеж, в результате чего Какамацин бежал к Монтесуме II в Теночтитлан.
Вскоре Какамацин вернулся в Тескоко вместе со своим дядей Куитлауаком и ацтекскими войсками и занял должность тлатоани. Однако из-за приближения Иштлильшочитля во главе огромной армии Какама вновь вынужден был бежать из Тескоко. Иштлильшочитль занял всю северную часть государства акольуа и остановился в Отомпане, ставшем центром его владений. Через какое то время Какамацин всё таки заключает мирный договор с двумя своими братьями — Иштлильшочитлем и Коанакочцином — по которому государство оказывается фактически поделенным на три части. Какама получил по этому соглашению сам город Тескоко с окрестностями и признание его в качестве тлатоани. Окончательно Какамацин занял престол к 1517 году. Дальнейшие попытки Монтесумы изгнать Иштлильшочитля из государства Тескоко не увенчались успехом.
Когда весной 1519 года Монтесума II получил известие о прибытии в Мексику конкистадоров во главе с Эрнандо Кортесом и их намерении направить посольство к повелителю ацтеков, Какамацин стал одним из тех, у кого Монтесума спросил совета о том, как следует к этому относиться. По всей видимости, Какамацин в тот момент находился в Теночтитлане при дворе уэй-тлатоани. Он советует Монтесуме принять посольство пришельцев, поскольку известно, что эти иноземцы являются посланцами могущественного властителя. Если пришельцы придут с дурными намерениями, рассуждал Какамацин, в Теночтитлане достаточно войск, чтобы защитить Монтесуму, поэтому лучше было бы принять их посольство и выяснить цели их прихода в Мексику. По мнению Какамацина, если отказаться от приёма послов, можно создать у чужестранцев впечатление, что уэй-тлатоани растерян и не знает, что предпринять. Многие сановники при дворе поддержали мнение тлатоани Тескоко, однако Монтесума согласился с Куитлауаком, посоветовавшим помешать прибытию испанцев.
Поскольку все попытки Монтесумы воспрепятствовать экспедиции Кортеса попасть в столицу его империи не увенчались успехом, в начале ноября 1519 года по его поручению Какамацин встретил испанцев на подступах к Теночтитлану для их сопровождения в город. Подробности этой встречи описал Берналь Диас дель Кастильо в своей «Правдивой истории завоевания Новой Испании». По его словам, Какама прибыл «в невиданном доселе великолепии»: он восседал в золотом паланкине, украшенном драгоценными камнями и яркими зелеными перьями, который несли восемь ацтекских вельмож. Приблизившись к лагерю испанцев, Какамацин покинул паланкин и пока шёл на встречу Кортесу приближённые «очищали пред ним дорогу, чтоб его нога не коснулась ни камня, ни соломинки». Поприветствовав Кортеса, Какамацин заявил, что явился от имени Монтесумы, чтобы сопроводить испанцев в столицу империи и обеспечить их всем необходимым в пути. По словам Берналя Диаса, Кортес спокойно обнял Какамацина, «сказал ему и его свите ряд учтивостей и в ответ на преподнесенные ему три огромные жемчужины одарил их стеклом». После этой сцены конкистадоры в сопровождении Какамы и его свиты двинулись по направлению к Истапалапану. Согласно «Всеобщей истории Индий» Франсиско Лопеса де Гомары, встреча Какамацина с Кортесом впервые произошла в городе Айоцинко, куда тлатоани Тескоко прибыл в окружении свиты численностью более тысячи человек в белых накидках и разноцветных перьях. По сообщению Гомары, Какамацин внимательно рассматривал испанцев и убедился, что они вовсе не боги и не их посланцы, как считали в окружении Монтесумы, а обычные смертные люди, только белокожие и хорошо вооруженные. Если верить Гомаре, Какамацину было тогда 20 лет.
8 ноября 1519 года в Истапалапане Какамацин и ранее прибывший Куитлауак покинули конкистадоров и вернулись в Теночтитлан, чтобы в тот же день участвовать в торжественной встрече Кортеса и Монтесумы. Подробности встречи описаны Берналем Диасом и самим Кортесом в его второй реляции императору Карлу V. При входе испанцев в Теночтитлан Монтесума вышел из своего паланкина и направился к ним навстречу, опираясь на руки Какамацина и Куитлауака в окружении многочисленной и пышной свиты, причём Монтесума шёл в позолоченных сандалиях, а Какамацин и Куитлауак — босиком. Завидевший эту процессию Кортес слез с лошади, направился к Монтесуме и попытался его обнять, однако Какамацин и Куитлауак помешали ему этого сделать, так как это противоречило ацтекским законам. После приветственной речи Монтесумы и обмена дарами процессия направилась к центру города, причём Монтесума пошёл в паре с Какамой, а Кортес и Куитлауак последовали за ними.
Очень скоро конкистадоры показали свои истинные намерения завоевателей, лишили Монтесуму II свободы и начали собирать золото и другие ценности со всей территории Тройственного союза, включая Тескоко. Какамацин был среди тех, кто настаивал на немедленном освобождении уэй-тлатоани и начале решительных действий против испанцев. Вернувшись в Тескоко, Какама сразу же начал собирать войска. Узнав об этом, Кортес потребовал от него незамедлительно вернуться в Теночтитлан, но безрезультатно. После этого Кортес несколько раз он пытался вызвать Какамацина в Теночтитлан через Монтесуму, однако Какама лишь отвечал, что «если у кого-нибудь возникло желание поговорить с ним, то пусть приходит к нему; там желающий поговорить увидит, кто чего стоит». Тогда Кортес убедил Монтесуму захватить Какамацина хитростью. Посланный Монтесумой отряд под покровом ночи неслышно подошёл на лодках к загородной резиденции Какамацина в то время, когда тот держал в ней совет со своими сторонниками. Застигнутый врасплох тлатоани Тескоко был схвачен, доставлен в Теночтитлан и выдан Кортесу, который сделал его своим пленником. Монтесума не захотел с ним даже повидаться. Какамацин был низложен с поста тлатоани Тескоко, а на его место Кортес и Монтесума поставили его младшего брата Куикуицкацина, который вскоре был убит другим своим братом Коанакочцином.
Когда в первые месяцы 1520 года испанцы принялись собирать дань с провинций ацтекской империи, один из конкистадоров — Педро де Альварадо — направился в Тескоко. Какамацин убедил его, что поможет в сборе золота с Тескоко. Альварадо взял его, закованного в цепи, с собой, однако как только они прибыли в Тескоко, Какама заявил, что никакого золота в городе нет. Надежды Какамацина на то, что его освободят его бывшие подданные в Тескоко не оправдались. Согласно показаниям Васкеса де Тапиа, Альварадо приказал пытать его горящей смолой.
Какамацин был убит испанцами вместе с другими знатными заложниками во время бегства Кортеса из Мехико 30 июня 1520 года («Ночь печали»). Согласно «Сообщению из Тескоко» Хуана Баутисты де Помара, Какамацин правил не больше трех лет, а по утверждению Бернардино де Саагуна, он царствовал четыре года и именно при нём в Тескоко впервые пришли испанцы. Чимальпаин указывает, что Какамацин был возведён в правители Тескоко в 1516 году, правил пять лет и был убит в 1520 году вместе с Монтесумой.